# Benjamin-sagen
Benjamin-sagen omhandler anholdelsen af den dengang 18-årige Benjamin Christian Schou (18. november 1973 – 5. september 2008) nytårsnat 1992 på Rådhuspladsen i København. I forbindelse med anholdelsen mistede Schou bevidstheden og blev hjerneskadet og erklæret 100% invalid. Resten af sit liv levede han på et plejehjem. I 1995 blev han tilkendt erstatning på 1,4 mio. kr. Dengang var den tilkendte erstatning rekordstor.

## Hændelsesforløb
Den dengang 18-årige Benjamin Christian Schou befandt sig nytårsnat 1992 på Rådhuspladsen i København. Kl. 0.20 blev Schou anholdt og lagt i benlås. Politiets begrundelse for at anholde og lægge Schou i benlås var politiets opfattelse af, at Schou havde kastet med flasker efter dem og derefter havde forsøgt at flygte.
Tre betjente lå oven på Benjamin. En af dem pressede sit knæ hårdt mod hans ryg, mens en anden hev i hans halstørklæde. Han blev lagt i benlås og båret ind i et politikøretøj, hvorefter han blev kørt til den lokale politistation. Ved ankomsten opdagede politibetjentene at han var bevidstløs, og begyndte en genoplivning af ham. Under transporten havde han imidlertid fået hjertestop, og selv om politifolkene fik liv i ham, havde hjernen været uden ilt så længe, at Benjamin Schou blev hjerneskadet. Senere blev han erklæret 100% invalid.
Benjamin Schou kom ikke til bevidsthed igen og boede på et plejehjem, hvor han døde natten til 5. september 2008; i en alder af knapt 35 år.
Benjamin Schou ligger begravet på Holmens Kirkegård i København.

## Efterspil
Familien anlagde efterfølgende en civil retssag mod Københavns Politi, og på Benjamins 22 års-fødselsdag, d. 17. november 1995, dømte Østre Landsret politiet til at betale en erstatning på det dengang rekordstore beløb 1,4 mio. kr. Retten lagde til grund for sin dom, at politibetjentene burde have reageret og opdaget, at Benjamin Schou ikke var ved bevidsthed. Betjentene blev dog ikke personligt holdt ansvarlige for sagen.
I 1994 blev det forbudt for politiet at anvende metoden 'fikseret benlås', ligesom politiets hårdhændede behandling af Benjamin Schou førte til kritik af Danmark i Amnesty Internationals årsrapport.
Mange år efter episoden huskes Benjamin stadig i det venstreorienterede miljø, der under demonstrationer m.v. ofte har brugt kampråbet Husker du Benjamin? mod politiet. Men også politiet har anvendt udtrykket, bl.a. under urolighederne 18. maj 1993 for at minde de anholdte om, hvor galt det kan gå, hvis man modsætter sig anholdelse.